# Terminator (rollfigur)
The Terminator är namnet på ett antal identiska rollfigurer i Terminator-serien. The Terminator finns med i alla fem filmerna och spelas av Arnold Schwarzenegger, men i Terminator Salvation används enbart gamla inspelningar av Schwarzenegger.

## Bakgrund
The Terminator är en cyborg (tänkande varelse med omfattande mekaniska implantat, men i detta fall är det ett mekaniskt skelett med levande vävnad ovanpå) av typen T-800 modell 101, ibland omnämnd som T-101. Den är massproducerad av det onda datorsystemet Skynet, och i varje film framträder en ny kopia av den (honom?). De är ofta specialutrustade med syntetisk men levande hud över metallskelettet för att inte dra på sig för stor uppmärksamhet under infiltreringsuppdrag.

## Filmerna
I filmen Terminator har The Terminator blivit sänd av Skynet från 2020-talet till 1980-talet för att mörda Sarah Connor innan hon blir gravid med sin son John Connor, som kommer att bli ledare för människornas motstånd mot Skynet. Den framtida John Connor sänder sin soldat Kyle Reese till samma tid och plats för att skydda Sarah. Terminator dödar Kyle Reese, men blir till slut förstörd av Sarah, som överlever.
I Terminator 2 har människorna skickat en Terminator till John Connors barndom, för att rädda honom från den onda, och tekniskt överlägsna T-1000. I slutstriden i ett stålverk lyckas Terminator förstöra T-1000. Terminator berättar sedan för Sarah Connor att hon måste förstöra honom. Sarah använder en vinsch för att sänka ned Terminator i flytande järn.
I Terminator 3 kommer en tredje Terminator för att rädda den vuxne Connor från T-X. Denna Terminator avslöjar också att en T-800 kommer döda Connor i framtiden. Terminator förstör T-X och sig själv, och räddar på så sätt John och hans blivande fru Kate Brewster.
I Terminator Salvation, som utspelas efter Domedagen, masstillverkar Skynet T-800 i Cyberdynes fabrik. En av dem attackerar Connor.
Terminator: Genisys är den femte filmen i serien, och där har tidslinjen drastiskt ändrats då Skynet försökt mörda Sarah Connor år 1973, men en T-800 skickades för att försvara henne vilket den lyckades med. Den fortsatte sitt uppdrag genom att uppfostra Sarah och lära henne det hon behöver veta inför den framtid som kommer.